# Talmej El'azar
Talmej El'azar (hebrejsky תַּלְמֵי אֶלְעָזָר, doslova „El'azarovy brázdy“, v oficiálním přepisu do angličtiny Talme El'azar, přepisováno též Talmei El'azar) je vesnice typu mošav v Izraeli, v Haifském distriktu, v Oblastní radě Menaše.

## Geografie
Leží v nadmořské výšce 25 metrů v pobřežní nížině. Jižně od obce protéká Nachal Chadera, do kterého tu zprava ústí Nachal Iron a zleva Nachal Jicchak.
Obec se nachází 9 kilometrů od břehu Středozemního moře, cca 45 kilometrů severovýchodně od centra Tel Avivu, cca 41 kilometrů jižně od centra Haify a 5 kilometrů východně od města Chadera. Talmej El'azar obývají Židé, přičemž osídlení v tomto regionu je etnicky převážně židovské. Pás měst a vesnic obývaných izraelskými Araby (takzvaný Trojúhelník) začíná až cca 6 kilometrů na jihovýchod odtud. 8 kilometrů na severovýchod začíná rovněž arabské osídlení ve Vádí Ara.
Talmej El'azar je na dopravní síť napojen pomocí dálnice číslo 65.

## Dějiny
Talmej El'azar byl založen v roce 1952. Jeho zakladateli byla skupina středostavovských obyvatel měst, kteří se rozhodli pro přechod na vesnický způsob obživy.
Místní ekonomika je založena na zemědělství. Část obyvatel za prací dojíždí mimo obec.

## Demografie
Podle údajů z roku 2014 tvořili naprostou většinu obyvatel v Talmej El'azar Židé (včetně statistické kategorie "ostatní", která zahrnuje nearabské obyvatele židovského původu ale bez formální příslušnosti k židovskému náboženství).
Jde o menší sídlo vesnického typu s dlouhodobě rostoucí populací. K 31. prosinci 2014 zde žilo 746 lidí. Během roku 2014 populace klesla o 1,3 %.
| Rok            | 1961 | 1972 | 1983 | 1995 | 2001 | 2003 | 2004 | 2005 | 2006 | 2007 | 2008 | 2009 | 2010 | 2011 | 2012 | 2013 | 2014 |
| -------------- | ---- | ---- | ---- | ---- | ---- | ---- | ---- | ---- | ---- | ---- | ---- | ---- | ---- | ---- | ---- | ---- | ---- |
| Počet obyvatel | 251  | 172  | 221  | 464  | 628  | 658  | 662  | 694  | 693  | 709  | 721  | 642  | 630  | 688  | 741  | 756  | 746  |